# ベスト・オブ・サザンオールスターズ
『ベスト・オブ・サザンオールスターズ』（BEST OF SOUTHERN ALL STARS）は、サザンオールスターズの企画盤アルバム（ベスト・アルバム）。1979年11月25日発売。発売元はInvitation。
カセットテープのみでの発売のため、現在は廃盤作品となる。

## 背景
自身初の企画盤作品であり、初期の楽曲がまとめられている。収録曲はデビューから最新シングル「C調言葉に御用心」までの曲が対象となった。本作に収録されている「思い過ごしも恋のうち」「気分しだいで責めないで」の2曲は、アルバム『10ナンバーズ・からっと』収録バージョンである。

## 収録曲
- 収録曲は各収録作品で説明しているため、ここでは説明を省略する。
- ※印はオリジナルアルバム未収録曲。タイトル表記は基本的にオリジナル収録時のものに従った。

### SIDE-A
1. C調言葉に御用心
(作詞・作曲:桑田佳祐　編曲:サザンオールスターズ　弦編曲:新田一郎)
2. 当って砕けろ
(作詞・作曲:桑田佳祐　編曲:サザンオールスターズ　管編曲:Horn Spectrum)
3. 別れ話は最後に
(作詞・作曲:桑田佳祐　編曲:サザンオールスターズ　管編曲:Horn Spectrum)
4. 恋はお熱く
(作詞・作曲:桑田佳祐　編曲:サザンオールスターズ　管編曲:Horn Spectrum)
5. 女呼んでブギ
(作詞・作曲:桑田佳祐　編曲:サザンオールスターズ　管編曲:Horn Spectrum)
6. 勝手にシンドバッド
(作詞・作曲:桑田佳祐　編曲:斉藤ノブ & サザンオールスターズ　管編曲:Horn Spectrum)

### SIDE-B
1. お願いD.J.
(作詞・作曲:桑田佳祐　編曲:サザンオールスターズ　弦管編曲:新田一郎)
2. 奥歯を食いしばれ
(作詞・作曲:桑田佳祐　編曲:サザンオールスターズ)
3. 思い過ごしも恋のうち
(作詞・作曲:桑田佳祐　編曲:サザンオールスターズ　弦管編曲:新田一郎)
4. 気分しだいで責めないで
(作詞・作曲:桑田佳祐　編曲:サザンオールスターズ　管編曲:新田一郎)
5. いとしのエリー
(作詞・作曲:桑田佳祐　編曲:サザンオールスターズ　弦編曲:新田一郎)
6. I AM A PANTY (Yes, I am) ※
(作詞・作曲:桑田佳祐　編曲:サザンオールスターズ　管編曲:新田一郎)